# Лесковачки сајам
Лесковачки сајам представљао је комплекс грађевина јединственог облика међу којима је најимпозантнији округли павиљон у облику шајкаче. Овај комплекс био је центар збивања у некадашњем "Српском манчестеру", а његовом изградњом повећан је промет угоститељства, трговине, занатства, услужних предузећа. 

## Објекти комплекса
Лесковачки сајам се састојао од шест објекта:
- Гимназија у Лесковцу
- Гшин павиљон
- Плави павиљон
- Округли павиљон
- Бомбајац
- Мостар.

Интернационални сајам обуће, одеће, одела као и ревије које су имале за циљ представљање најнових модела и кројева одржавале су се до 1956. године у згради Више мешовите лесковачке гимназије, која је изнајмњивања у ту сврху а која се налази одмах до простора тзв. Сајмишта, на коме је изграђен комплекс изложбених хала сајма, у самом центру града. 
Први у низу пројеката изложбених салона био је Гошин павиљон. Данас павиљон има функцију спортске сале у којој се редовно одржавају спортске утакмице и тренинзи. 
Убрзо након изграде првог павиљона изграђен је и други, Плави павиљон. Хала је смештена уз зграду Гимназије, а делом је заузела и површину парка. Грађена је од армираног бетона и првенствено је намењена иностраним излагачима. Површина коју хала запрема износи 900 квадратних метара. 
Коначно, 1959. године изграђен је и Округли павиљон који је и дан данас најимпозантнија по својој структури. Основа је приближно кружног облика са среднњим пречником од око 65 метара, покривена висећим кровом. Темељи су изграђени од сплета армирано бетонских плоча. Вршено је и фундирање тла због подземних вода на дубини од око 6 метара,  изграђен је и тампон слој од бетона на дубини од 1 м. Према плану хала је поред главног простора који служи за излагање требало да садржи и споредне просторије, попут мушке и женске гардеробе за сто двадесет особа са потребним тушевима и умиваоницима, као и одређени број тоалата. На висини од 4,3 метара изнад пода хале изграђена је галерија облика кружног прстена ширине 6,8 м којој се прилази једнокраким степеништем у два супротна краја хале. Решење примењено за обраду крова је било јако иновативно. У свету је у том периоду било изграђено још само пар објеката са таквим решењем. Као преседан и могући узор могла би да се нађе Џ.С. Дортон Арена у Северној Каролини. У конструкцији крова долази до уклешања параболичних лукова са мрежом каблова међу њима. С обзиром да кров има облик српске шајкаче и сама сала је добила такав назив. Сем као изложбени простор, коришћена је за извођење концерата, утакмица, новогодишњих и других сајмова, док није у потпуности затворена након приватизације. 
У погледу историјског наслеђа, институција Сајма је сведок и оличење привредног, инудстријског и културног живота Лесковчана и околине. Ту историју треба неговати и преносити је тако да и будуће генерације имају свест о значају који је град имао на локалном, националном и интернационалном нивоу. Грађевине комплекса Сајма су показатељ тока архитектуре 20. века, као и јединственог архитектонског достигнућа на Балкану, ако не и шире. Сајам је део колективне меморије грађана.